# Abispa splendida
Abispa splendida är en stekelart som först beskrevs av Félix Édouard Guérin-Méneville 1838.  Abispa splendida ingår i släktet Abispa och familjen Eumenidae.

## Underarter
Arten delas in i följande underarter:
- A. s. australis
- A. s. maculicollis
- A. s. odyneroides